# Pardosa socorroensis
Pardosa socorroensis är en spindelart som beskrevs av Jiménez 1991. Pardosa socorroensis ingår i släktet Pardosa och familjen vargspindlar. Inga underarter finns listade i Catalogue of Life.